# 卡罗拉·马利·施密特
卡罗拉·馬利·施密特（德語：Carola Marie Schmidt，1983年—）， 德国作家，美术史学家，天主教班贝格主教座堂博物馆馆长。

## 生平
卡罗拉·馬利·施密特1983年出生于萨尔茨堡，曾在维也纳大学，波兰亞捷隆大學攻读美术史，出版多部美术史专著。曾任萨尔茨堡博物馆顾问，自2021年起担任天主教班贝格总教区博物馆馆长。